# 弗朗西斯科·卡纳罗
弗朗西斯科·卡纳罗（Francisco Canaro，1888年11月26日—1964年12月14日），乌拉圭著名的探戈音乐指挥家、作曲家与小提琴家。原名弗朗西斯科·卡纳罗佐（Francisco Canarozzo）。
弗朗西斯科·卡納羅是探戈音乐界的传奇人物，因其初始社会阶层位于最底层，没有受过什么音乐教育，一步步的成为最受欢迎的探戈音乐家。1950年代阿根廷的收音机节目里流行过一句谚语，他们形容一个很古老的事件时间为“当卡纳罗刚有了自己乐队的时候”。而且他最全盛的时期，布宜诺斯艾利斯形容一个人有钱，说：“他比卡纳罗挣得还多”。传说歌王卡洛斯·葛代尔同弗朗西斯科赌马，歌王打算出500比索，但他却又告诉卡纳罗：忘了吧，你输就输一部分，我输就输了全部家当了。虽然极其的富有，但从1918年开始，卡纳罗就热心于为作曲家挣得社会权利。1935年由他发起成立了作家与作曲家阿根廷协会（SADAIC ）(Sociedad Argentina de Autores y Compositores de Música)，其大楼不动产也是卡纳罗出资建立的。

## 另一个孕育探戈的国度-乌拉圭
提到探戈，人们唯一想到的国度是阿根廷。但是正确的说，是阿根廷与乌拉圭，甚至更确切的说，是阿根廷首都布宜诺斯艾利斯与隔河相望的乌拉圭首都蒙得维的亚两个城市孕育了探戈舞蹈与探戈音乐。二十世纪初，大批的欧洲移民们来到南美洲。一开始，蒙得维的亚在经济与文化的发展上和布宜诺斯艾利斯是旗鼓相当的。这两座城市一起见证了二十世纪初南美洲移民的盛况，只是在后来布宜诺斯艾利斯逐渐开始垄断移民们的注意力。蒙得维的亚才全方位的开始落后。

## 贫穷家庭的音乐少年
弗朗西斯科出生于乌拉圭距离首都蒙得维的亚90公里的的圣何塞省首府圣何塞德马约。和其他的探戈大师一样，他的父亲Francisco Canaro 和母亲 Rafaela Gatto都是意大利移民，一共生了8个孩子。弗朗西斯科还是婴儿的时候，父母发现他头顶的头发那一小撮自然卷的小绒毛很像南美洲一种叫Pirincho的小鸟头顶的羽毛，所以弗朗西斯科就得了Pirincho这个外号并跟随终生。
弗朗西斯科十岁左右的时候，他们全家搬到了阿根廷首都布宜诺斯艾利斯，并住在穷人们居住在一起的一种称为Conventillo的贫民大屋中。由于家里太穷，所以他不能去学校念书而是去做工。他干过报童，擦鞋童，印刷工，最后在罐头厂做了很久。他的吉他和曼陀林是邻居教的，而且由于穷没钱买，他自己用木头和空罐头盒做了第一把小提琴，并用这把古怪的乐器开始一开始的音乐学习。
我第一首用心去拉的曲子就是那首无名作曲家写的“哭泣的人(El llorón)”。我的妈妈给我做了个衣服布琴盒。然后，我就到跳舞的地方去拉琴挣些钱。
The first tango I played by heart was El llorón of an unknown composer. The case was made by my mom; it was simply a cloth bag, and so I went out to get some money at dancings in the vicinity.
- El llorón是阿根廷流传的一首无名艺术家创作的老歌。这是卡纳罗1941年的El llorón录音，http://www.youtube.com/watch?v=UCZhWV3gB7s （页面存档备份，存于） （El llorón最流行的版本是阿根廷口琴大师Hugo Diaz的版本 http://www.youtube.com/watch?v=_uJvJLk3B2U （页面存档备份，存于）

1906年，18岁的弗朗西斯科终于有了一把真正的小提琴，他的首次正式演出是在布宜诺斯艾利斯市郊的一个叫Rancho的地方。首次演出是小提琴，吉他同曼陀林的三重奏。演出很成功。成为了那个地方平民们集会活动的必备乐队。

## 进入探戈乐团
1908年，20岁左右的弗朗西斯科得到了班多钮（阿根廷手风琴）演奏家，也是探戈乐队指挥Vincente Greco的赏识并加入了他的乐队。弗朗西斯科开始了自己的探戈生涯，他们在布宜诺斯艾利斯的博卡区的咖啡馆表演，还巡回到其他的地方演出，经济上的收入不错。为了同其他乐队竞争，Vincent Greco需要自己的乐队有不一样的旋律和特点。弗朗西斯科也开始尝试音乐创作。1912年，24岁的他写出了自己的第一部探戈音乐Pinta Brava，同年写成的还有Matasanos。由于贫穷，弗朗西斯科很多的作品那个时候都拿去换钱了，所以当他成名以后，人们一直争论着究竟有多少不为人知的神作是其实也属于弗朗西斯科笔下的。
Greco的乐队表现出色，他们成为了布宜诺斯艾利斯有名的乐队，尤其是在Calle Corrientes这条街上，或者是像Salon La Argentina这种舞会场所。这段时间，他们在Casa Tagini唱片公司的帮助下，录制了Greco乐队的第一张专辑。

## 辉煌时代
1915年，对于26岁的弗朗西斯科是具有重要意义的，因为那一年他获得了第一次指挥乐队的机会，这是一个由一家内科医院为医生准备的宴会，弗朗西斯科演奏了他的El Alactran 和Matasano, 第二年同样的宴会上，他还加上了新作，著名的El Internado。http://www.youtube.com/watch?v=k-GoagT7XaY （页面存档备份，存于）
可以说，从1915年开始，弗朗西斯科的探戈生涯就平步青云了。由于他太受欢迎，所以被请去指挥嘉年华舞会（Bailes de Carnava）。演出后他被所有人拥抱。当然，第二年的嘉年华舞会还是他来执棒。他的乐队是第一个进入上流社会舞会演奏的，可以说，是他把探戈带入了上流社会。也可以说，他全新塑造了探戈音乐。探戈音乐从没有变的那么时髦。
第一支 Pirincho乐队的编制是：阿根廷手风琴Pedro Polito，钢琴José Martínez。后来增加了Rafael Rinaldi 作为第二小提琴手和 Leopoldo Thompson 作为第二低音提琴。1917年，弗朗西斯科是第一个在探戈乐队中引入两把低音提琴的。（编者按：原文中没有说谁是第一低音提琴手）
1918年左右，他的事业已经如日中天了，在Royal Pigall 和Armenonville 这些重要的场所指挥自己的音乐，而且他还把探戈变成了生意。他一次管理着三支乐队，一支自己指挥，另一支自己的兄弟胡安（Juan）来指挥，第三支另一个兄弟罕伯托（Humberto）指挥。这个编制最后在1921年，弗朗西斯科33岁的时候扩大到32支乐队。这个编制在探戈节是前无古人后无来者的。同年，在嘉年华舞会上，他把32支乐队和在一起指挥，更是空前绝后。
1924年，弗朗西斯科首创尝试让探戈歌者只唱一首乐曲的连接部（estribillo）（编者按：也就是我们说的副歌歌手 refrain singer）。他的第一位副歌歌手是Roberto Díaz，另外，弗朗西斯科依旧是低音提琴在探戈音乐中尝试的先锋。
1925年，他开始了两年的世界巡回表演。首站巴黎，因为被巴黎承认就被整个的世界承认了。在法国，西班牙，美国等等国家，他的成功也是巨大的。值得一提的一件事是，1926年，旅行中的他所有的合同都到期了，所以决定去意大利，他父母的故乡去看一看，他的祖母还住在罗维戈省（Rovigo）。在米兰，当弗朗西斯科在老城的一个小餐馆吃饭的时候，他打算开个玩笑，点了一份那家餐厅没有的菜，但是他惊奇的是马上菜就上来了。店主的女儿拿着纸笔请他签名。服务生原来在他巴黎一次演出会上工作过。弗朗西斯科亲切的请服务生坐下，但是由于工作时间，服务生不能坐下，他说：大师，您的音乐太动人，太美了！“弗朗西斯科站起来给了他一个拥抱。

## 探索和创新
他还对探戈音乐进行节奏旋律曲式方面的尝试。比如进行交响化的处理，把探戈曲子演奏成序曲或间奏曲的形式。比如他的交响探戈Pájaro azu，http://www.youtube.com/watch?v=FGUeqbVu15Y （页面存档备份，存于） 这首曲子是从他之前的作品Nueve Puntos而来；而1932年的作品Halcón negro http://www.youtube.com/watch?v=jPgsexs0VuY （页面存档备份，存于） 也是之前的La llamada改编。他还想发明一种新的节奏，叫Tangon。可惜不太成功，他也尝试了Milongon。 http://www.youtube.com/watch?v=2FvC9MvHu4E （页面存档备份，存于） 可以说，他各种的尝试中最失败的投资电影公司，他曾经建立过Río de la Plata制片厂，但是生产出的影片都不受欢迎，最后关门。
可以说，他是探戈音乐界历史上最受欢迎的作曲家。就经典作品的数量上与各种类型的创新度，其余作曲家很难说能比他强。
1956年，他出版了自己的回忆录我和探戈的五十年 （Mis 50 años con el tango）。

## 病逝
晚年的弗朗西斯科得了一种叫佩吉特氏病（变形性骨炎）的疾病，不得不放下指挥棒。1964年，他在布宜诺斯艾利斯病逝。为了纪念他，乌拉圭首都蒙得维的亚用他的名字命名了一条街道。有意思的是，阿根廷首都布宜诺斯艾利斯，他大部分时间生活并成名的地方，没有一座电影院，剧场或街道是以他的名字命名的。